# Вільний слухач
Вільний слухач — статус особи, яка навчається у вищому навчальному закладі, але не студентом.
Вільний слухач може відвідувати разом зі студентами навчального закладу за власним вибором лекції, брати участь в практичних заняттях, здавати деякі заліки й екзамени відповідно до прийнятих в конкретному навчальному закладі правил для цієї категорії осіб.
Вільні слухачі можуть навчатися на платній та безоплатній основах. Порівнюючи зі студентами, вільні слухачі мають певні обмеження участі в деяких лабораторних і практичних заняттях. Вільні слухачі мають право, при певних умовах, бути переведеними в статус студента. Після здачі всіх заліків і курсових робіт, вони також можуть бути допущені до державних випускних іспитів.
Інститут «вільних слухачів» був широко поширений в 19–20 ст. в Російській імперії та закордоном.
В Радянському Союзі, до введення вечірнього і заочного навчання, випадки вільного відвідування теж траплялися, однак пізніше цей статус був скасований.
В Україні, після 1991 року, навчання в статусі «вільний слухач» було відновлено.
В деяких ВНЗ, крім осіб, які здобувають знання в статусі «вільний слухач», допускаються до навчання абітурієнти в статусі «резерв» — це абітурієнти, які при вступному тестування набрали прохідний бал за рейтингом, але не набрали 50 % балів із профільних модулів тесту. Для того, щоб бути переведеним до основного складу студентів за результатами першої іспитової сесії студент резерву не повинен мати академічної заборгованості. Відрахований з університету студент резерву може бути зарахований вільним слухачем.

## Відомі вільні слухачі
В статусі «вільний слухач» вищу освіту отримали особи, які пізніше стали відомими вченими, діячами культури, політиками.
Серед них:
- Феоктист Хартахай, етнограф, історик, петербурзький товариш Тараса Шевченка;
- Микола Гайдак, пізніше професор Міннесотського університету, він закінчив Празький політехнічний інститут та водночас був вільним слухачем Українського Вільного університету в Празі та Української господарської академії в Подєбрадах;
- Іларіон Свєнціцький, український філолог, етнограф — закінчив фізико-математичний факультет Львівського університету, а потім продовжив навчання як вільний слухач історико-філологічного факультету Петербурзького університету та Археологічного інституту в Петербурзі;
- Микола Мурашко, український художник;
- Олег Ольжич, український поет, політичний діяч; Петро Гулак-Артемовський, український письменник;
- Микола Колесса, український композитор;
- Станіслав Людкевич, український композитор;
- Дмитро Маркович, український громадський і державний діяч;
- Іван Їжакевич, український живописець;
- Михайло Остроградський, український математик, фізик;
- Марко Кропивницький, український драматург, актор;
- Маркіян Шашкевич, український письменник, духовний просвітник;
- Микола Лєсков, російський письменник;
- Міхай Емінеску, румунський поет;
- Іван Сєченов, російський фізіолог;
- Дмитро Шостакович, російський композитор;
- Лев Троцький, революційний діяч, ідеолог троцькізму.